# Baissea axillaris
Baissea axillaris är en oleanderväxtart som först beskrevs av George Bentham, och fick sitt nu gällande namn av Henri Hua. Baissea axillaris ingår i släktet Baissea och familjen oleanderväxter. Inga underarter finns listade i Catalogue of Life.